# Ral·li dels Alps austríacs
El Ral·li dels Alps Austríacs,originalment Österreichische Alpenfahrt o Austrian Alpine Rally, va ser una prova de ral·li que es va celebrar anualment des de 1910 a Àustria.
Després del l'edició de 1914, el ral·li no es tornà a celebrar fins al 1949. Des d'aleshores i fins al voltant de 1965, la majoria de participants ho feien en la categoria de motocicletes per motius econòmics. Del 1965 al 1973 els cotxes hi van recuperar el protagonisme. La prova ha estat puntuable pel Campionat d'Europa de Ral·lis en 5 ocasions i tan sols ha estat puntuable en una ocasió pel Campionat Mundial de Ral·lis, l'any 1973, fet que el converteix en el ral·li més antic que ha estat puntuable pel Mundial, doncs el Ral·li de Monte-Carlo data de 1911. Val a dir que de 1970 a 1972 va ser puntuable pel Campionat Internacional de Marques, precursor del Campionat Mundial.
El Ral·li desapareix precisament l'any 1973, a causa de la crisi del petroli, si bé es va recuperar l'any 2002 com una prova de ral·li de vehicles clàssics, tenint com a centre neuràlgic la localitat de Bad Kleinkirchheim.

## Palmarès
Palmarès del ral·li en edicions puntuables pel Campionat d'Europa de Ral·lis, pel Campionat Internacional de Marques o pel Campionat Mundial de Ral·lis.
| Any  | Pilot            | Copilot          | Vehicle                  | Camp. |
| ---- | ---------------- | ---------------- | ------------------------ | ----- |
| 1964 | Paddy Hopkirk    | Henry Liddon     | Austin Healey 3000       | ERC   |
| 1966 | Paddy Hopkirk    | Henry Liddon     | Mini Cooper S            | ERC   |
| 1967 | Sobieslaw Zasada | Jerzy Dobrzansky | Porsche 911 SC           | ERC   |
| 1968 | Bengt Söderström | Gunnar Palm      | Ford Escort Twin Cam     | ERC   |
| 1969 | Hannu Mikkola    | Mike Wood        | Ford Escort Twin Cam     | ERC   |
| 1970 | Björn Waldegård  | Lars Nyström     | Porsche 911 SC           | CIM   |
| 1971 | Ove Andersson    | Arne Hertz       | Alpine-Renault A110 1600 | CIM   |
| 1972 | Håkan Lindberg   | Helmut Eisendle  | Fiat 124 Sport Spyder    | CIM   |
| 1973 | Achim Warmbold   | Jean Todt        | BMW 2002 TII             | WRC   |